# インラインホッケー世界選手権
インラインホッケー世界選手権は、インラインホッケーの世界一決定戦の大会で、毎年開催される。この大会はIIHFとFIRSの2つに分かれているが、本項では国際アイスホッケー連盟主催大会について記載する。

## 概要
IIHFインラインホッケー世界選手権（IIHF InLine Hockey World Championship）は1996年から毎年開催されていたが、2017年から隔年開催されており、夏季に開催されている。アイスホッケー世界選手権同様、トップディビジョンを頂点に、ディビジョンIの2部制を採用されている。

## 歴代メダル獲得国
| 年度   | 金             | 銀             | 銅             |
| ------ | -------------- | -------------- | -------------- |
| 1996   | アメリカ合衆国 | カナダ         | フィンランド   |
| 1997   | アメリカ合衆国 | カナダ         | スイス         |
| 1998 A | カナダ         | アメリカ合衆国 | フィンランド   |
| 1998 B | スウェーデン   | チェコ         | スロバキア     |
| 2000   | フィンランド   | チェコ         | アメリカ合衆国 |
| 2001   | フィンランド   | アメリカ合衆国 | チェコ         |
| 2002   | スウェーデン   | フィンランド   | ドイツ         |
| 2003   | フィンランド   | スウェーデン   | アメリカ合衆国 |
| 2004   | アメリカ合衆国 | フィンランド   | スウェーデン   |
| 2005   | スウェーデン   | フィンランド   | アメリカ合衆国 |
| 2006   | アメリカ合衆国 | スウェーデン   | フィンランド   |
| 2007   | スウェーデン   | フィンランド   | ドイツ         |
| 2008   | スウェーデン   | スロバキア     | ドイツ         |
| 2009   | スウェーデン   | アメリカ合衆国 | ドイツ         |
| 2010   | アメリカ合衆国 | チェコ         | スウェーデン   |
| 2011   | チェコ         | アメリカ合衆国 | カナダ         |
| 2012   | カナダ         | ドイツ         | フィンランド   |
| 2013   | アメリカ合衆国 | スウェーデン   | カナダ         |
| 2014   | フィンランド   | カナダ         | アメリカ合衆国 |
| 2015   | カナダ         | フィンランド   | スウェーデン   |
| 2017   | アメリカ合衆国 | フィンランド   | チェコ         |